# Dennis Morgan
Ej att förväxla med kompositören Dennis Morgan.

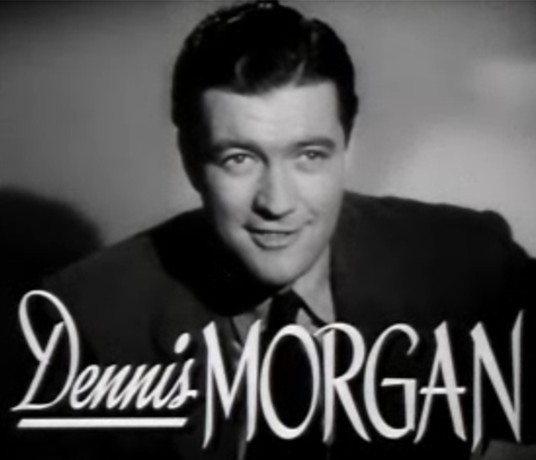
Dennis Morgan i en filmtrailer.

Dennis Morgan, född 20 december 1908 i Prentice, Wisconsin, död 7 september 1994 i Fresno, Kalifornien var en amerikansk skådespelare. Han föddes som Earl Stanley Morner, och använde i början av sin karriär namnet Richard Stanley innan han 1939 började använda namnet Dennis Morgan. Han medverkade i över 70 film och TV-produktioner.

## Filmografi, urval
- 1940 – Kitty Foyle - ung modern kvinna
- 1942 – I detta vårt liv
- 1943 – Karriär på Broadway
- 1945 – Under falsk flagg
- 1946 – Här kommer Broadway
- 1947 – De trotsade lagen
- 1947 – Min irländska ros
- 1958 – Alfred Hitchcock presenterar (TV-serie)